# Royal Sovereign (Schiff, 1702)
Die Royal Sovereign war ein 100-Kanonen-Linienschiff (Dreidecker) 1. Ranges der englischen bzw. britischen Marine, das 1701 vom Stapel lief und 1702 in Dienst gestellt wurde. Sie zählte zu den damals größten Kriegsschiffen der Welt und hatte eine insgesamt 66 Jahre andauernde Dienstzeit. 1768 ging die Royal Sovereign zum Abbruch.

## Geschichte

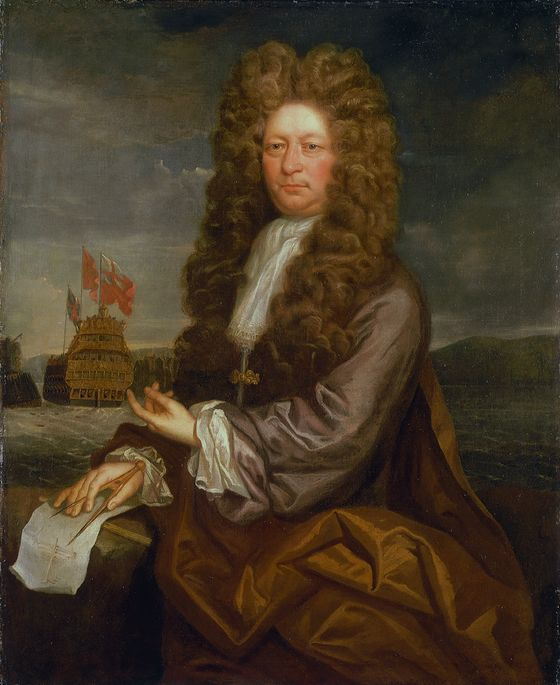
Der Erbauer der Royal Sovereign, Fisher Harding, mit dem Stapellauf des Schiffes im Hintergrund (Gemälde von Jonathan Richardson, 1701)

Die Royal Sovereign wurde am 29. Oktober 1697 in Auftrag gegeben, nachdem ihre Namensvorgängerin im selben Jahr bei Umbauarbeiten bis zur Wasserlinie abgebrannt war. Der Neubau entstand bei Fisher Harding in der Woolwich Dockyard unter Verwendung von Rumpfteilen der alten Royal Sovereign, die vom Feuer verschont blieben. Es lief im Juli 1701 vom Stapel und wurde im Januar 1702 als eines der größten Kriegsschiffe der Welt in Dienst gestellt.
Nach ihrer Indienststellung war die Royal Sovereign während des Spanischen Erbfolgekriegs das Flaggschiff von Admiral George Rooke und danach von Admiral Cloudesley Shovell.
Am 18. Februar 1724 traf die Royal Sovereign in Chatham ein, um den 1719 festgelegten Standards für britische Kriegsschiffe zu entsprechen. Der Umbau (Rebuild) dauerte mehr als vier Jahre lang an und kam einem Neubau des Schiffes gleich, da es von Kiel auf neu aufgebaut wurde. In seinen Abmessungen und seinem äußeren Erscheinung blieb es jedoch sehr ähnlich. Am 28. September 1728 wurde die Royal Sovereign abermals vom Stapel gelassen und kurz darauf wieder in Dienst gestellt. In vielen zeitgenössischen Quellen wurde das Baujahr des Schiffes danach aufgrund des Neuaufbaus mit 1728 angegeben.
Die Royal Sovereign war während des Siebenjährigen Kriegs das Flaggschiff der britischen Flotte in Portsmouth. Die restliche Dienstzeit blieb ohne größere Vorkommnisse oder besondere Einsätze. 1768 beendete das Schiff nach insgesamt 66 Jahren seine aktive Dienstzeit. Noch im selben Jahr ging es zum Abbruch. Eine neue, dritte Royal Sovereign lief 1786 vom Stapel.

## Rezeption
Zahlreiche zeitgenössische Künstler verewigten die Royal Sovereign in ihren Werken. Bekannte Darstellungen des Schiffes stammen unter anderem von Peter Monamy, Willem van de Velde dem Jüngeren oder Jonathan Richardson.

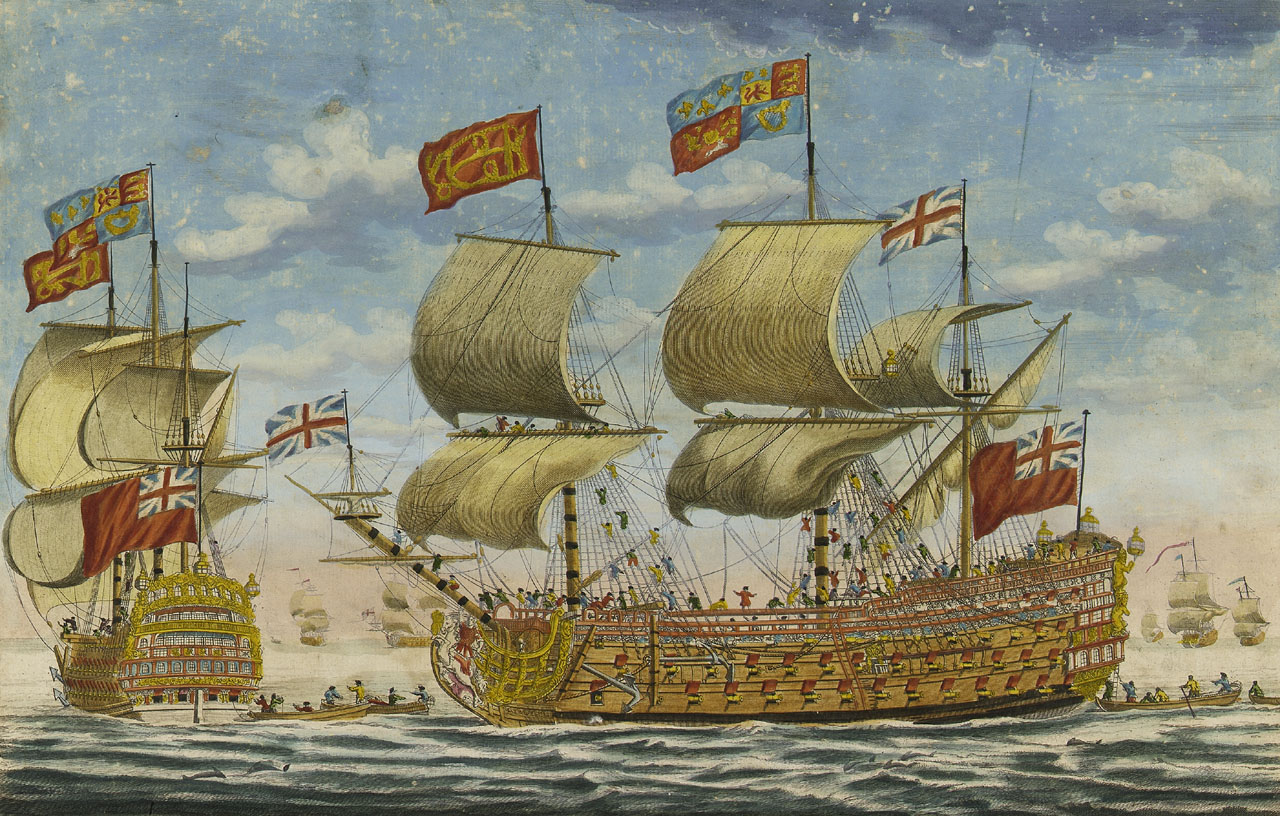
Frühe Darstellung des Schiffes von Thomas Baston
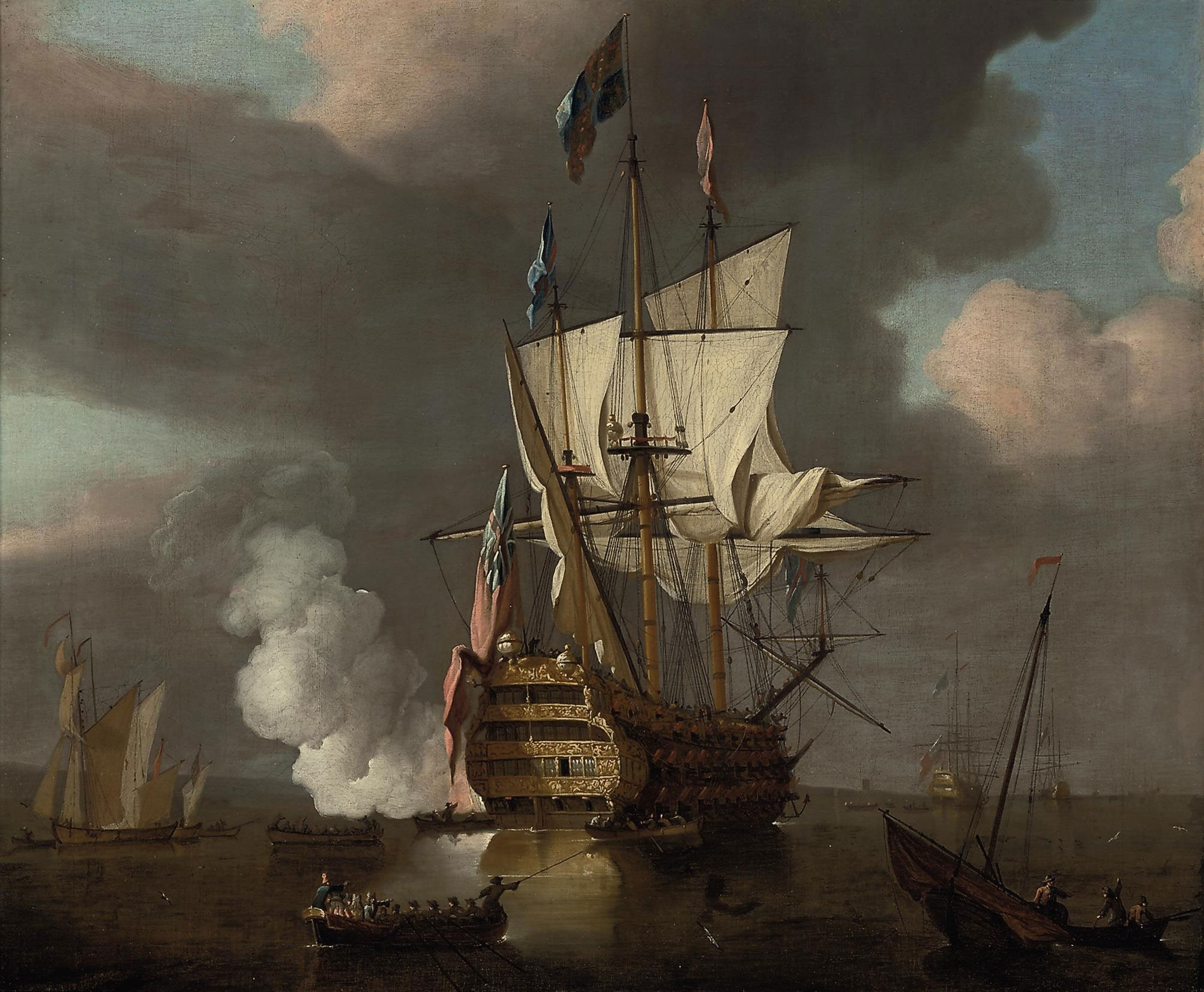
Die Royal Sovereign feuert Salutschüsse, Gemälde von Peter Monamy
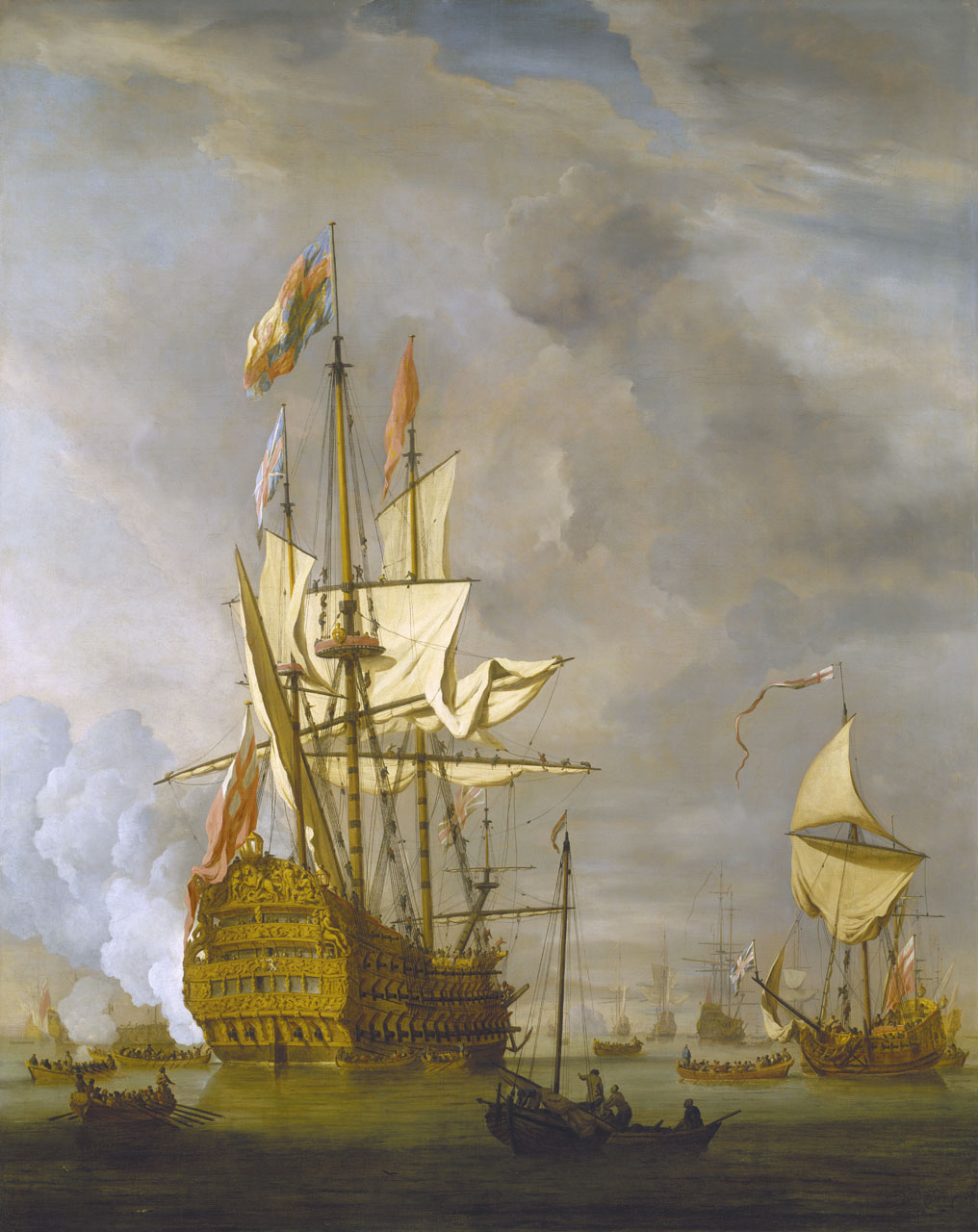
Die Royal Sovereign mit einer königlichen Yacht, Gemälde von Willem van de Velde der Jüngere (1703)

Die Royal Sovereign findet Erwähnung in Jonathan Swifts 1726 erschienener Satire Gullivers Reisen: Der im zweiten Teil des Romans vorkommende Premierminister von Brobdingnag (ein von Riesen bevölkertes Land) führt einen Stab mit sich, der als „so lang wie der Hauptmast des englischen Linienschiffes Royal Sovereign“ beschrieben wird.

## Technische Beschreibung

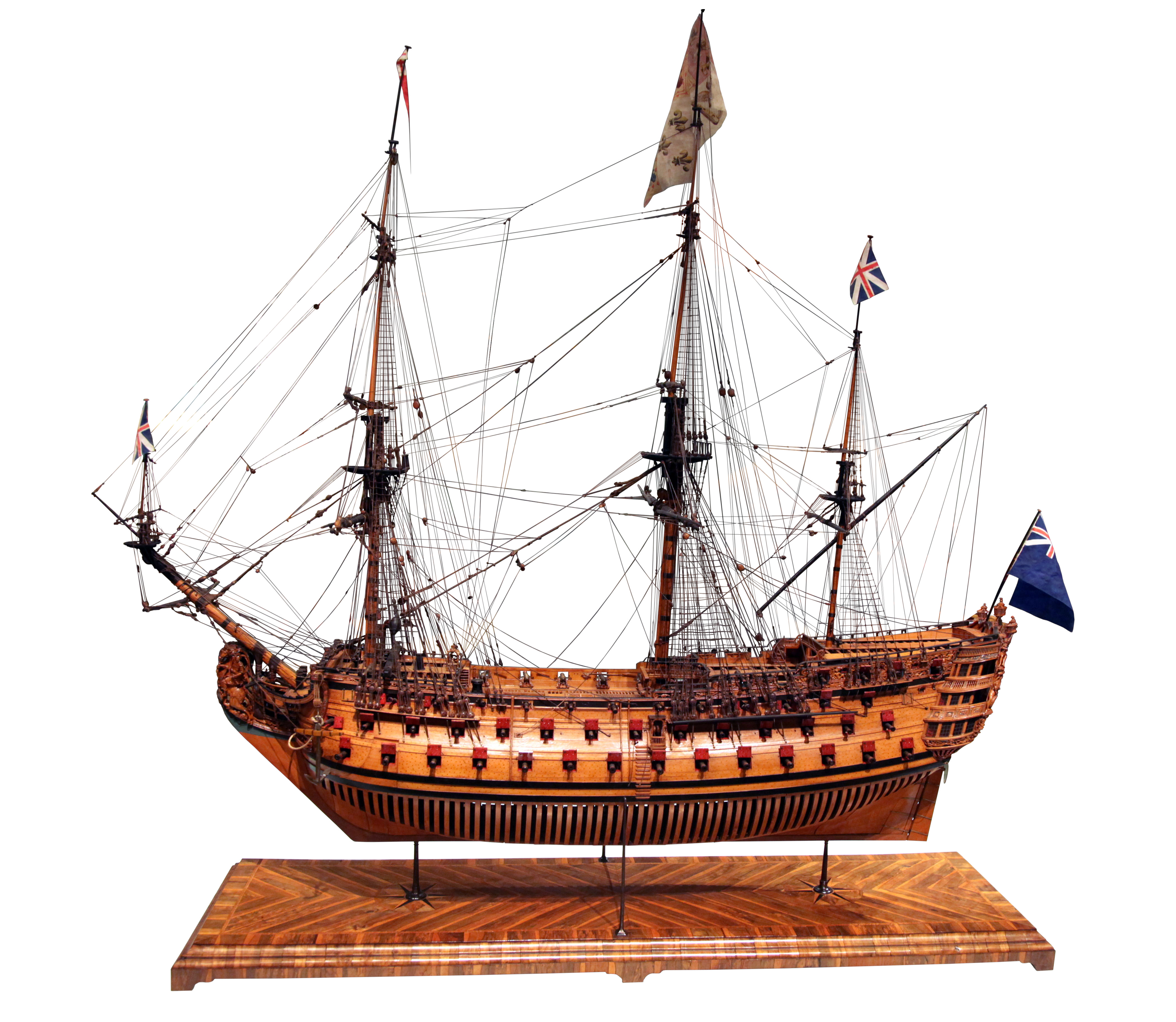
Modell eines britischen Dreidecker-Linienschiffes aus den 1710er Jahren

Die Royal Sovereign war als Batterieschiff mit drei durchgehenden Geschützdecks konzipiert. Sie war ein Rahsegler mit drei Masten (Fockmast, Großmast und Kreuzmast). Lediglich am Kreuzmast befand sich auf der untersten Position (Unterbesansegel) ein Lateinersegel. Auf der Spitze des Bugspriets war zudem noch eine Mars und ein weiterer kleiner Mast, der Sprietmast angebracht, an dem ebenfalls noch ein kleines Rahsegel gesetzt werden konnte.
Der Rumpf schloss im Heckbereich mit einem Heckspiegel, in den Galerien integriert waren, die in die seitlich angebrachten Seitengalerien mündeten. Diese waren aus Repräsentationsgründen durch zeitspeziefische Schnitzereien und Bildhauerarbeiten geschmückt. An der obersten Position des Heckspiegels befanden sich traditionell bis zu drei Hecklaternen. Die Beplankung des Schiffes war kraweel ausgeführt, das heißt, die Enden der Planken stießen stumpf aufeinander, so dass eine glatte Außenfläche entstand.
Die Bewaffnung bestand bei Indienststellung aus 100 Geschützen.
|        | Unteres Batteriedeck | Mittleres Batteriedeck | Oberes Batteriedeck | Backdeck      | Achterdeck     | Kanonen (Geschossgewicht) |
| ------ | -------------------- | ---------------------- | ------------------- | ------------- | -------------- | ------------------------- |
| Design | 28 × 32-Pfünder      | 28 × 18-Pfünder        | 28 × 9-Pfünder      | 4 × 6-Pfünder | 12 × 6-Pfünder | 100 Kanonen (396,359 kg)  |
| 1729   | 28 × 42-Pfünder      | 28 × 24-Pfünder        | 28 × 12-Pfünder     | 4 × 6-Pfünder | 12 × 6-Pfünder | 100 Kanonen (516,99 kg)   |